# Hawker Horsley
Hawker Horsley là một loại máy bay ném bom hai tầng cánh của Anh trong thập niên 1920. Nó là máy bay làm bằng gỗ cuối cùng do Hawker Aircraft chế tạo, trang bị cho Không quân Hoàng gia Anh làm máy bay ném bom ban ngày và máy bay ném bom ngư lôi giai đoạn 1926-1935. Ngoài ra nó còn được xuất khẩu sang Hy Lạp và Đan Mạch.

## Quốc gia sử dụng

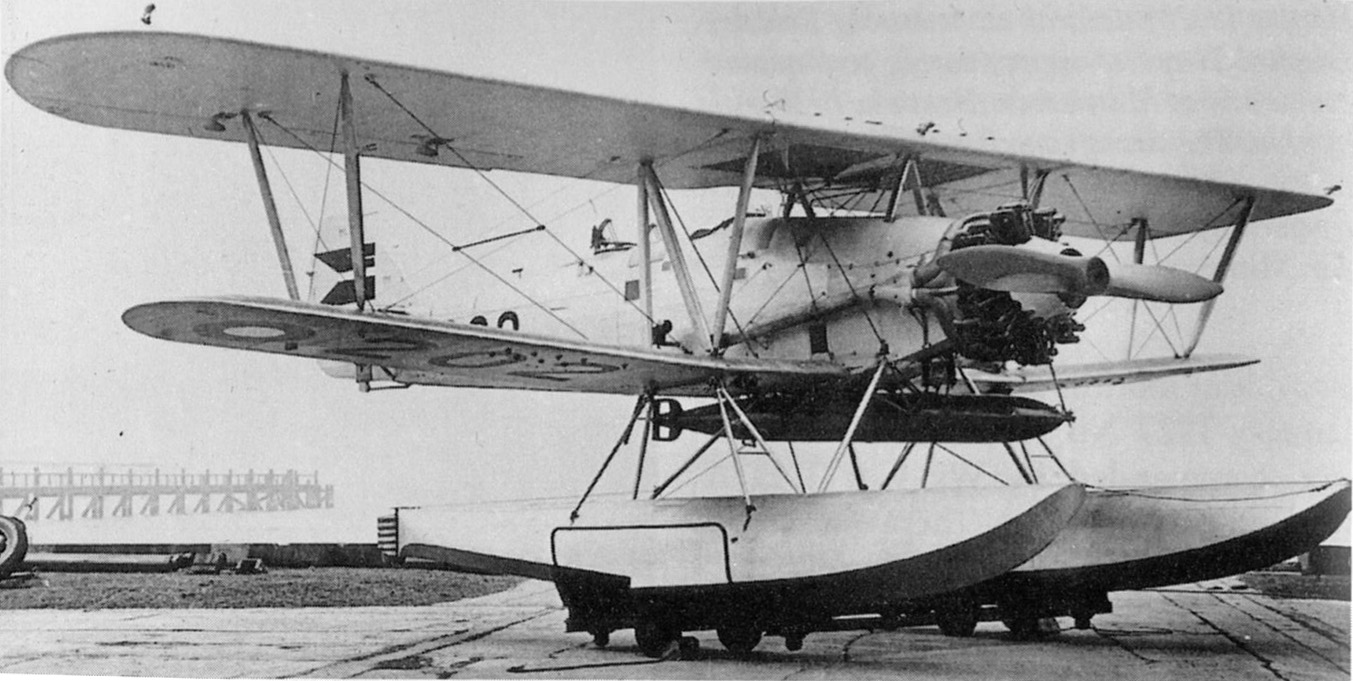
Hawker Dantorp

Đan Mạch
- Marinens Flyvevæsen

 Hy Lạp
- Không quân Hy Lạp
- Không quân Hải quân Hy Lạp

 Anh Quốc
- Không quân Hoàng gia [1]

## Tính năng kỹ chiến thuật (Horsley II)
Dữ liệu lấy từ Hawker Aircraft since 1919 
Đặc điểm tổng quát
- Kíp lái: two, pilot and bombardier/gunner
- Chiều dài: 38 ft 10 in (11,83 m)
- Sải cánh: 56 ft 5¾ in (17,22 m)
- Chiều cao: 13 ft 8 in (4,16 m)
- Diện tích cánh: 693 ft² (64,38 m²)
- Trọng lượng rỗng: 4.760 lb (2.164 kg [3])
- Trọng lượng có tải: 7.800 lb[4] (3.545 kg)
- Động cơ: 1 × Rolls-Royce Condor III, 650 hp (485 kW)

 Hiệu suất bay 
- Vận tốc cực đại: 125 mph trên độ cao 6.000 ft (201 km/h trên độ cao 1.829 m)
- Tầm bay: 900 mi [1] (783 nmi, 1.449 km)
- Trần bay: 14.000 ft (4.267 m)
- Lên độ cao 10.000 ft (3.045 m): 14 phút 20 giây
- Thời gian bay: ~10 giờ

Trang bị vũ khí

- 1 × súng máy Vickers.303 in (7,7 mm)
- 1 × súng máy Lewis.303 in (7,7 mm)
- 1.500 lb (680 kg) bom hoặc 1 quả ngư lôi